# Plateosàurids
Els plateosàurids constitueixen una família de dinosaures sauropodomorfs que visqueren al període Triàsic superior i al Juràssic inferior.